# Kerameikos-Maler

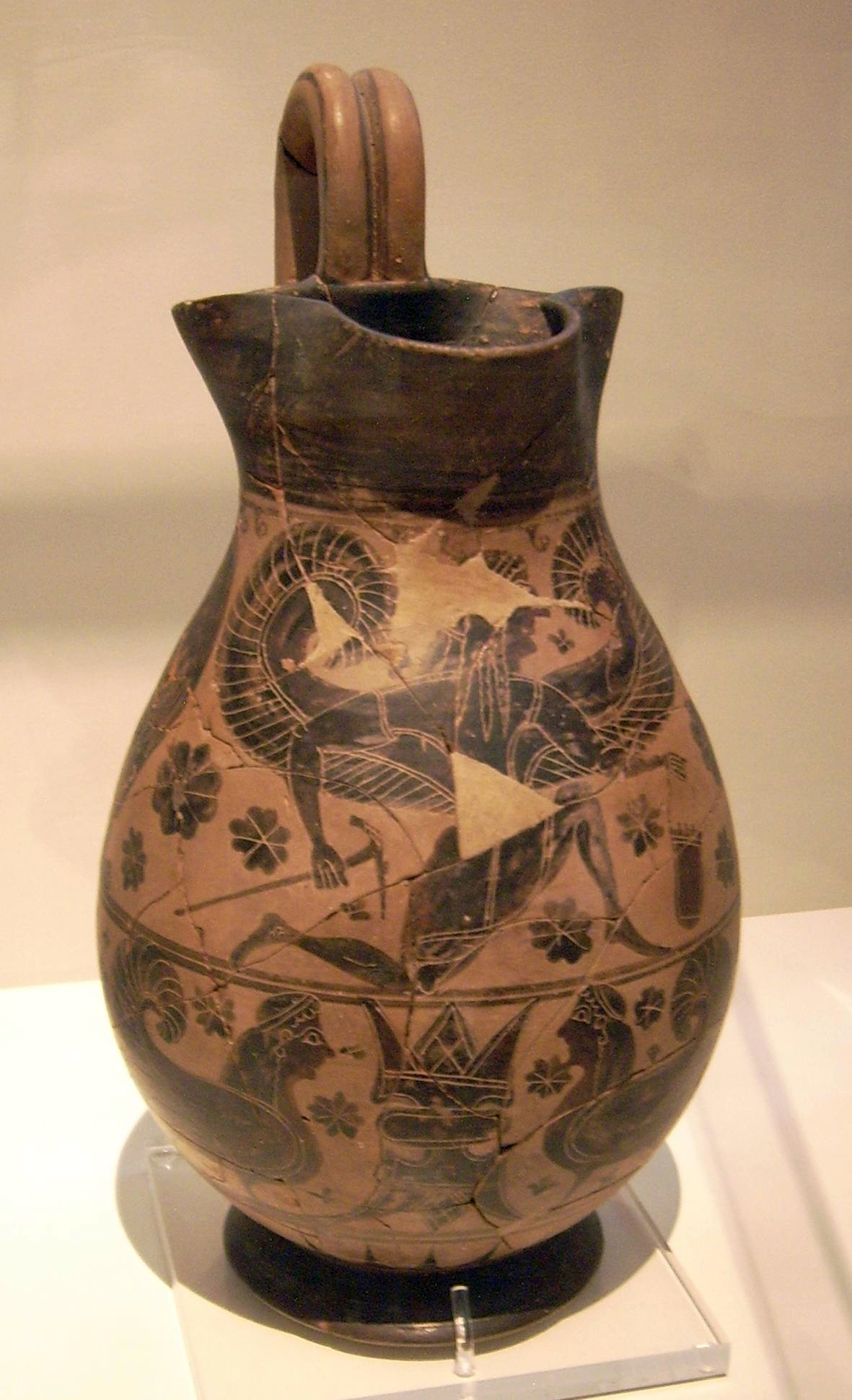
Olpe; obere Zone: geflügelter Jüngling (Aristaios) zwischen Löwen, untere Zone: Sirenen, Panter und Lotusblumen; um 600 v. Chr.; Athen, Archäologisches Nationalmuseum 16285

Der Kerameikos-Maler (engl. Cerameicus Painter) war einer der ersten attischen schwarzfigurigen Vasenmaler. Er war um das Jahr 600 v. Chr. in Athen tätig.
Der Kerameikos-Maler ist zeitlich zwischen dem Nessos-Maler und dem Gorgo-Maler einzuordnen, wobei er chronologisch dem Gorgo-Maler etwas näher scheint. Er ist weniger produktiv als der Gorgo-Maler und malte in einem einfacheren, dafür aber flüssigerem Stil. Seinen Notnamen erhielt er durch seine Namenvase, die auf dem Athener Kerameikos gefunden wurde. Es handelt sich um eine Olpe, die als exemplarisch für die Vasenmalerei der Zeit gelten kann. Von besonderer Bedeutung sind dort die Tierfriese, die die Vase in mehrere einzelne Bereiche teilen. Eine einzelne mythologische Figur im oberen Bereich wird von zwei in der Zeit besonders beliebten Löwen flankiert.